# Harold Gresley
Harold Gresley (1892 - 1967) fou un artista britànic, igual que el seu pare i el seu avi. Pintava principalment paisatges, però també feu alguns retrats.

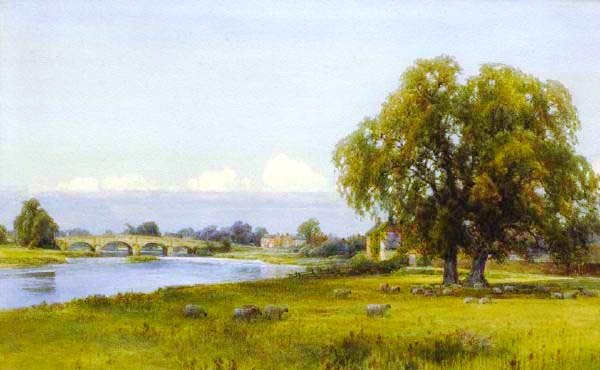

## Biografia
Gresley va néixer a Derbyshire i estudià a l'escola d'art de Derby. Era fill de Frank Gresley i net de James Stephen Gresley, que foren ambdós artistes notables. Va deixar els seus estudis en esclatar la Primera Guerra Mundial, en la qual va lluitar amb els Sherwood Foresters; li fou atorgada una medalla. Després de la guerra va continuar els seus estudis a Nottingham sota la direcció d'Arthur Spooner i va esdevenir mestre a la Repton School. Visqué a Chellaston, prop de Derby, i morí l'any 1967.
Algunes de les seves obres estan exposades al Derby Museum and Art Gallery, després que Alfred E. Goodey, col·leccionista d'art, donés 77 pintures seves al museu.